# Janez Zabukovec
Janez Zabukovec, slovenski rimskokatoliški duhovnik, nabožni pisatelj in krajevni  zgodovinar, * 14. maj 1868, Lož, † 24. april 1946, Komenda.

## Življenje in delo
Njegova starša sta bila kočarja Valentin Zabukovec in Marija Konc. Ljudsko šolo je obiskoval v rojstnem kraju, klasično gimnazijo je končal v Ljubljani (1887) in tam študiral bogoslovje in bil leta 1891 posvečen v duhovnika. Kaplanoval je v Metliki (1891–1894), nekaj časa pa je bil kaplan pri Svetem Križu (Podbočje) pri Kostanjevici (1894), Slavini pri Postojni (1894–1896) in Podbrezjah (1896–1897). Leta 1897 je postal župnik v Zgornjem Tuhinju (1897–1903) (tudi šolski nadzornik), na Jesenicah (1903–1909), v Križah pri Tržiču (1909–1927) in končno v Komendi (1927–1946); čas nemške okupacije je prebil v Preserju pod Krimom.
Med službovanjem v Zgornjem Tuhinju je napisal knjigo Pouk zaročencem in zakonskim, ki je izšla leta 1907. V Slavini se je vključil v tedanje krajevno-zgodovinsko raziskovanje v ljubljanski škofiji, ki ga je vodil Anton Koblar, in napisal obsežno knjigo Slavina, prispevek k zgodovini župnij (1910). Zgodovinska sta tudi članka Prisilna delavnica v Ljubljani (1915) in Bistrica (Cerkveni glasnik za Tržiško župnijo 1925). Napisal je praktične pastoralne priročnike, ki jih je kritika dobro ocenila: Kratek pouk o svetem zakonu (1902), K Materi, nauki, opomini in molitve za dekleta (1924), Vrtnice, junijska pobožnost na čast Srcu Jezusovemu (1935). Zanimiv je Zabukovčev članek Statistični izkaz Mohorjanov (1929, z zemljevidom), v katerem je prikazal, kako so člani razporejeni po slovenskih župnijah. Med službovanjem v Metliki je zbiral ljudske pesmi, v Komendi pa skrbel za knjižnico in zapuščino svojega prednika Petra Pavla Glavarja.